# Orophea alba
Orophea alba är en kirimojaväxtart som beskrevs av Keßler. Orophea alba ingår i släktet Orophea och familjen kirimojaväxter. Inga underarter finns listade i Catalogue of Life.